# Литовченко, Григорий Павлович
Григорий Павлович Литовченко (1908—1977) — украинский компартийный деятель, передовик сельского хозяйства. Герой Социалистического Труда (1958). Депутат Верховного Совета СССР 3-5-го созывов. Член Ревизионной комиссии КПУ в 1952—1956 годах. Член ЦК КПУ в 1956—1961 годах.

## Биография
Родился в семье рабочего. Украинец. Трудовую деятельность начал с 13 лет. Пас скот, батрачил в деревнях . С 1924 года работает на заводе в Днепропетровске, с 1925 года — помощник машиниста на заводе, токарь Днепропетровского металлургического завода имени Коминтерна.
По рекомендации металлургов днепропетровского завода имени Коминтерна в 1929 году как комсомолец " двадцатипятитысячников " направлен в село Новоалександровка Генического района. Уже в феврале 1930 года он объединил шесть небольших ТОЗов села в сельскохозяйственную артель " Начало жизни ", которую и возглавил.
1931 стал членом ВКП (б).
Работал заместителем директора МТС в Днепропетровской области. Окончил сельскохозяйственный техникум, работал участковым агрономом МТС. В 1940 году был избран председателем колхоза.
Участник Второй мировой войны, с 1941 до 1946 года служил в Советской Армии.
С 1946 до 1948 года — секретарь организации КП(б)У колхоза имени И. В. Сталина (с. Ровное, Генического района Херсонской области). В 1948—1963 годах — председатель колхоза имени И. В. Сталина (с 1961 года — имени XXII съезда КПСС) в селе Ровное Генического района Херсонской области.

## Награды
- Герой Социалистического Труда (26.02.1958)
- Орден Ленина
- медали